# Ninety Mile Beach (Nouvelle-Zélande)
 (juillet 2019).
Si vous disposez d'ouvrages ou d'articles de référence ou si vous connaissez des sites web de qualité traitant du thème abordé ici, merci de compléter l'article en donnant les références utiles à sa vérifiabilité et en les liant à la section « Notes et références ».

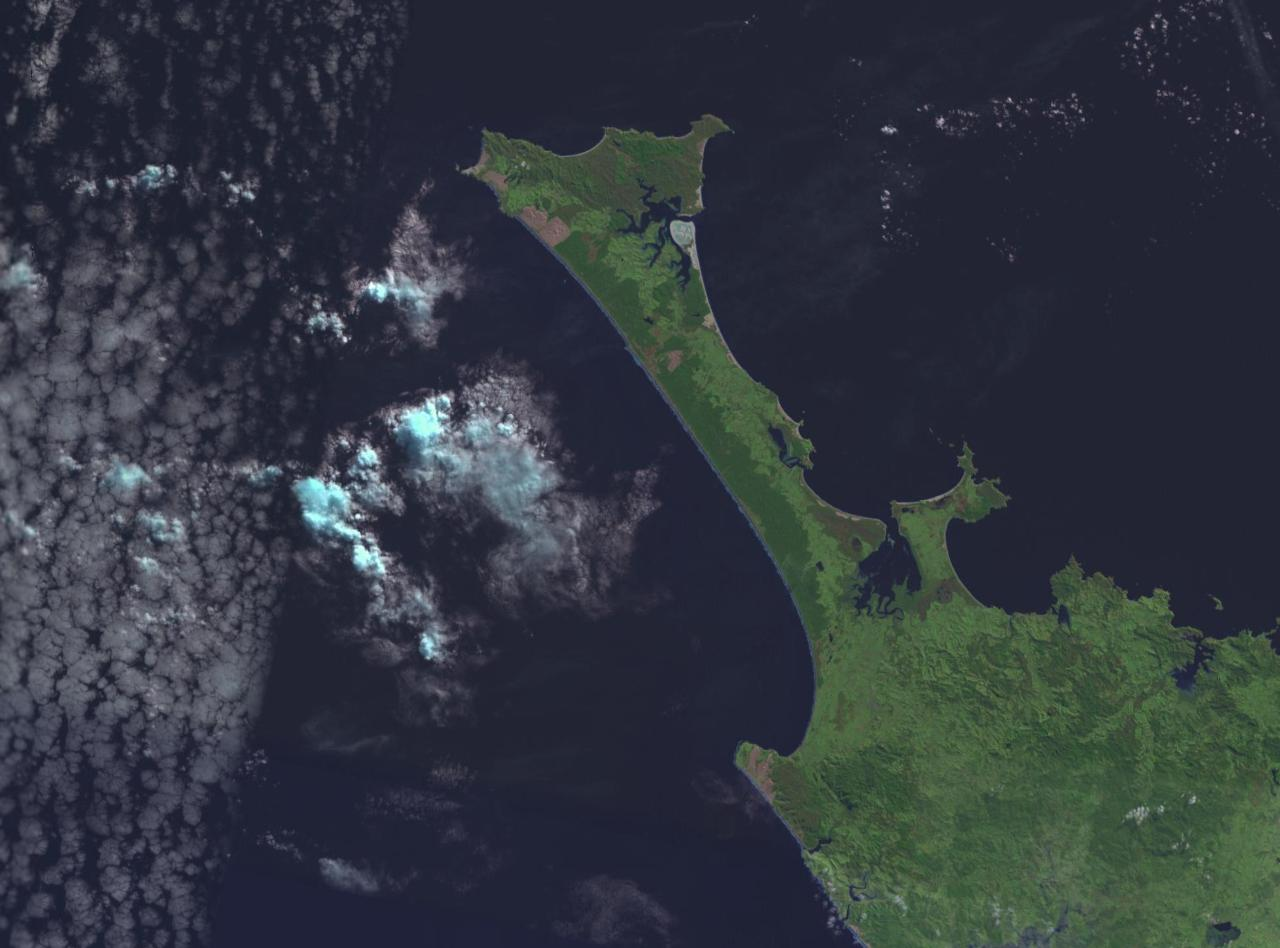
Photo satellite de la NASA de la péninsule d'Aupouri et de la Ninety Mile Beach.

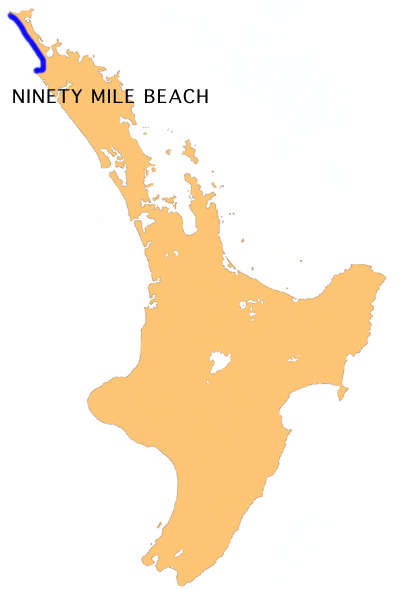
Emplacement de la Ninety Mile Beach.

Ninety Mile Beach, de son nom officiel Te-Oneroa-a-Tōhē/Ninety Mile Beach, est une plage située à l’extrême nord de la Nouvelle-Zélande, sur la côte occidentale de l’île du Nord. Malgré son nom, la plage s’étend sur 55 miles, soit 88 km. 

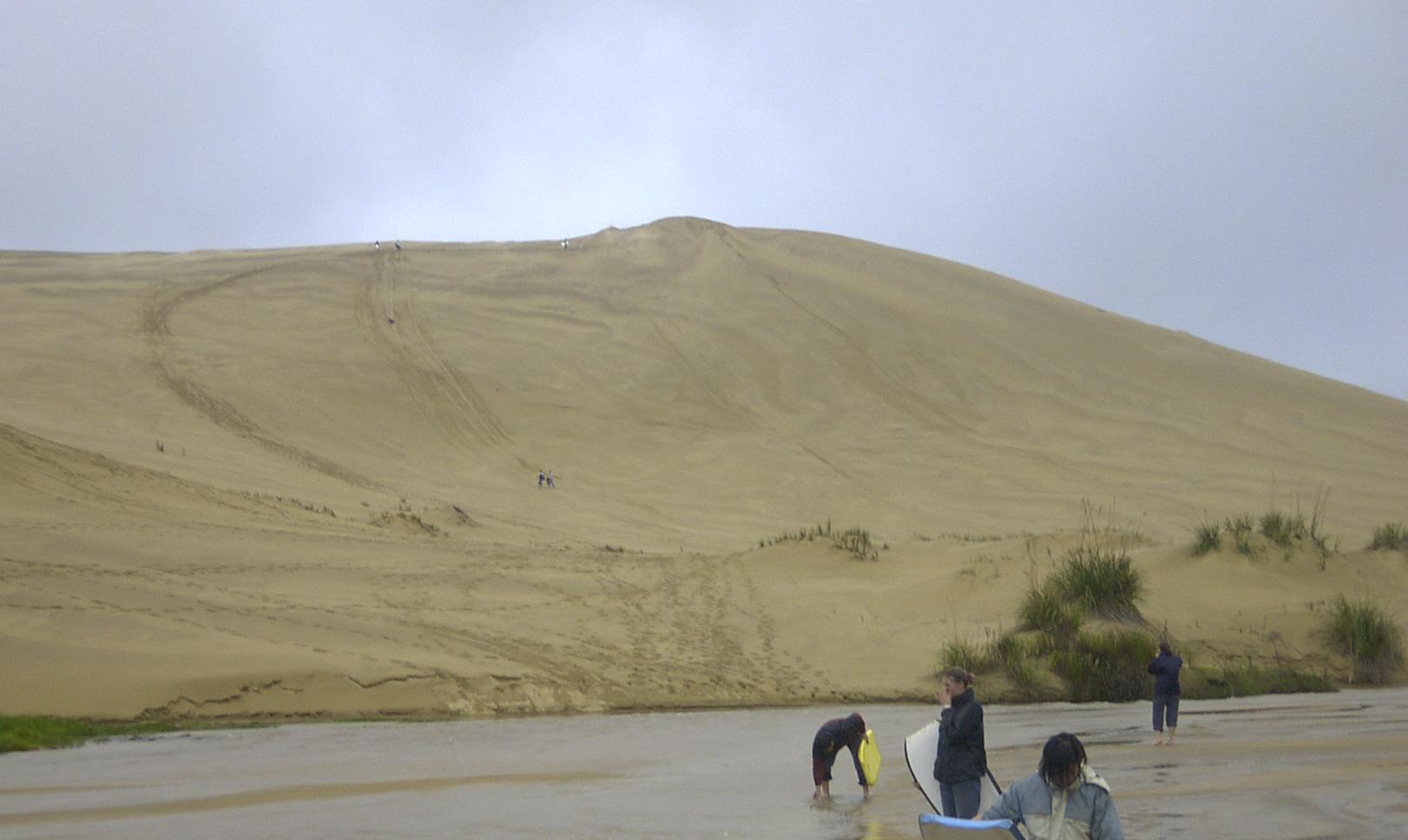
Le bodyboard est une attraction touristique populaire de la Ninety Mile Beach.

Dès 1932, la plage est utilisée pour faire atterrir les premiers avions de services postaux provenant d’Australie. Officiellement, la plage est une route et est parfois utilisée comme alternative à l’axe routier State Highway 1 (SH1), principalement par des touristes ou bien lorsque la SH1 est fermée à cause d’inondations ou de glissement de terrain.  
En 2011, la plage est incluse dans Te Araroa, un itinéraire de randonnée qui parcourt la Nouvelle-Zélande du nord au sud.